# اچ‌ام‌ای‌اس وسترالیا (او ۱۹۵)
اچ‌ام‌ای‌اس وسترالیا (او ۱۹۵) (به انگلیسی: HMAS Westralia (O 195)) یک کشتی سوخت رسان(تانکر) متعلق به نیروی دریایی استرالیا با طول ۱۷۱ متر (۵۶۱ فوت) بود. این کشتی در سال ۱۹۷۵ ساخته شد. در سال 1998، آتش سوزی در کشتی منجر به کشته شدن چهار ملوان شد. در سال 2006 این کشتی از رده خارج شد و از آن برای ذخیره سازی و تخلیه بصورت شناور تحت نام شیراز با کاربری غیر نظامی استفاده می‌شد و در نهایت در ژانویه سال 2010 اسقاط شد.